# E3 Prijs Vlaanderen 2005
La 48.ª edición de la clásica ciclista E3 Prijs Vlaanderen fue una carrera en Bélgica que se celebró el 26 de marzo de 2005 sobre un recorrido de 200 kilómetros con inicio y final en la ciudad de Harelbeke. 
La carrera formó parte del UCI Europe Tour 2005 y fue ganada por el ciclista belga Tom Boonen del Quick Step-Innergetic.

## Clasificación final
Las clasificaciones finalizaron de la siguiente forma:
| \| Clasificación general \| Clasificación general \| Clasificación general \| Clasificación general \| Clasificación general \| \| Ciclista \| Ciclista \| Equipo \| Tiempo \| \| \| --------------------- \| --------------------- \| ------------------------------- \| --------------------- \| --------------------- \| \| 1.º \| Tom Boonen \| Quick Step-Innergetic \| 4 h 42 min 54 s \| \| \| 2.º \| Andreas Klier \| T-Mobile \| + 0 s \| \| \| 3.º \| Peter van Petegem \| Davitamon-Lotto \| + 13 s \| \| \| 4.º \| David Kopp \| Wiesenhof \| + 17 s \| \| \| 5.º \| Nico Mattan \| Davitamon-Lotto \| + 17 s \| \| \| 6.º \| Steffen Wesemann \| T-Mobile \| + 22 s \| \| \| 7.º \| Erik Dekker \| Rabobank \| + 33 s \| \| \| 8.º \| Jeremy Hunt \| Mr Bookmaker.com-SportsTech \| + 2 min 50 s \| \| \| 9.º \| Eric Baumann \| T-Mobile \| + 2 min 50 s \| \| \| 10.º \| Lars Michaelsen \| CSC \| + 2 min 50 s \| \| \| 11.º \| Stuart O'Grady \| Cofidis-Le Crédit par Téléphone \| + 2 min 50 s \| \| \| 12.º \| Aart Vierhouten \| Davitamon-Lotto \| + 2 min 50 s \| \| \| 13.º \| Steven de Jongh \| Rabobank \| + 2 min 50 s \| \| \| 14.º \| Stefan Schumacher \| Shimano-Memory Corp \| + 2 min 50 s \| \| \| 15.º \| Tomas Vaitkus \| AG2R Prévoyance \| + 2 min 50 s \| \| \| 16.º \| Bernhard Eisel \| La Française des jeux \| + 2 min 50 s \| \| \| 17.º \| Anthony Geslin \| Bouygues Telecom \| + 2 min 50 s \| \| \| 18.º \| Michal Přecechtěl \| Ed System-ZVVZ \| + 2 min 50 s \| \| \| 19.º \| Serguéi Ivanov \| T-Mobile \| + 2 min 50 s \| \| \| 20.º \| Christophe Mengin \| La Française des jeux \| + 2 min 50 s \| \| |                   |                                 |                 |
| |                   |                                 |                 |
| Fuente: ProCyclingStats |                   |                                 |                 |
| Clasificación general |                   |                                 |                 |
| Ciclista | Ciclista          | Equipo                          | Tiempo          |
| 1.º | Tom Boonen        | Quick Step-Innergetic           | 4 h 42 min 54 s |
| 2.º | Andreas Klier     | T-Mobile                        | + 0 s           |
| 3.º | Peter van Petegem | Davitamon-Lotto                 | + 13 s          |
| 4.º | David Kopp        | Wiesenhof                       | + 17 s          |
| 5.º | Nico Mattan       | Davitamon-Lotto                 | + 17 s          |
| 6.º | Steffen Wesemann  | T-Mobile                        | + 22 s          |
| 7.º | Erik Dekker       | Rabobank                        | + 33 s          |
| 8.º | Jeremy Hunt       | Mr Bookmaker.com-SportsTech     | + 2 min 50 s    |
| 9.º | Eric Baumann      | T-Mobile                        | + 2 min 50 s    |
| 10.º | Lars Michaelsen   | CSC                             | + 2 min 50 s    |
| 11.º | Stuart O'Grady    | Cofidis-Le Crédit par Téléphone | + 2 min 50 s    |
| 12.º | Aart Vierhouten   | Davitamon-Lotto                 | + 2 min 50 s    |
| 13.º | Steven de Jongh   | Rabobank                        | + 2 min 50 s    |
| 14.º | Stefan Schumacher | Shimano-Memory Corp             | + 2 min 50 s    |
| 15.º | Tomas Vaitkus     | AG2R Prévoyance                 | + 2 min 50 s    |
| 16.º | Bernhard Eisel    | La Française des jeux           | + 2 min 50 s    |
| 17.º | Anthony Geslin    | Bouygues Telecom                | + 2 min 50 s    |
| 18.º | Michal Přecechtěl | Ed System-ZVVZ                  | + 2 min 50 s    |
| 19.º | Serguéi Ivanov    | T-Mobile                        | + 2 min 50 s    |
| 20.º | Christophe Mengin | La Française des jeux           | + 2 min 50 s    |